# چپه ۱۶۲۳۸
سیارک ۱۶۲۳۸ (به انگلیسی: 16238 Chappe، نامگذاری:2000GY104) شانزده هزار و دویست و سی و هشتمین سیارک کشف شده‌است که در ۷ آوریل ۲۰۰۰ کشف شد.
قدر مطلق سیارک برابر ۱۶.۲ است.